# Sava Kovačević
Sava Kovačević (serbio cirílico: Сава Ковачевић) (n. Nudo, 25 de enero de 1905 - f. Krekovi, 13 de junio de 1943) fue un comandante de origen montenegrino del Ejército Partisano de Liberación de Yugoslavia durante la Segunda Guerra Mundial. Muerto en combate durante la Batalla del Sutjeska, fue nombrado Héroe del Pueblo de Yugoslavia.

## Biografía

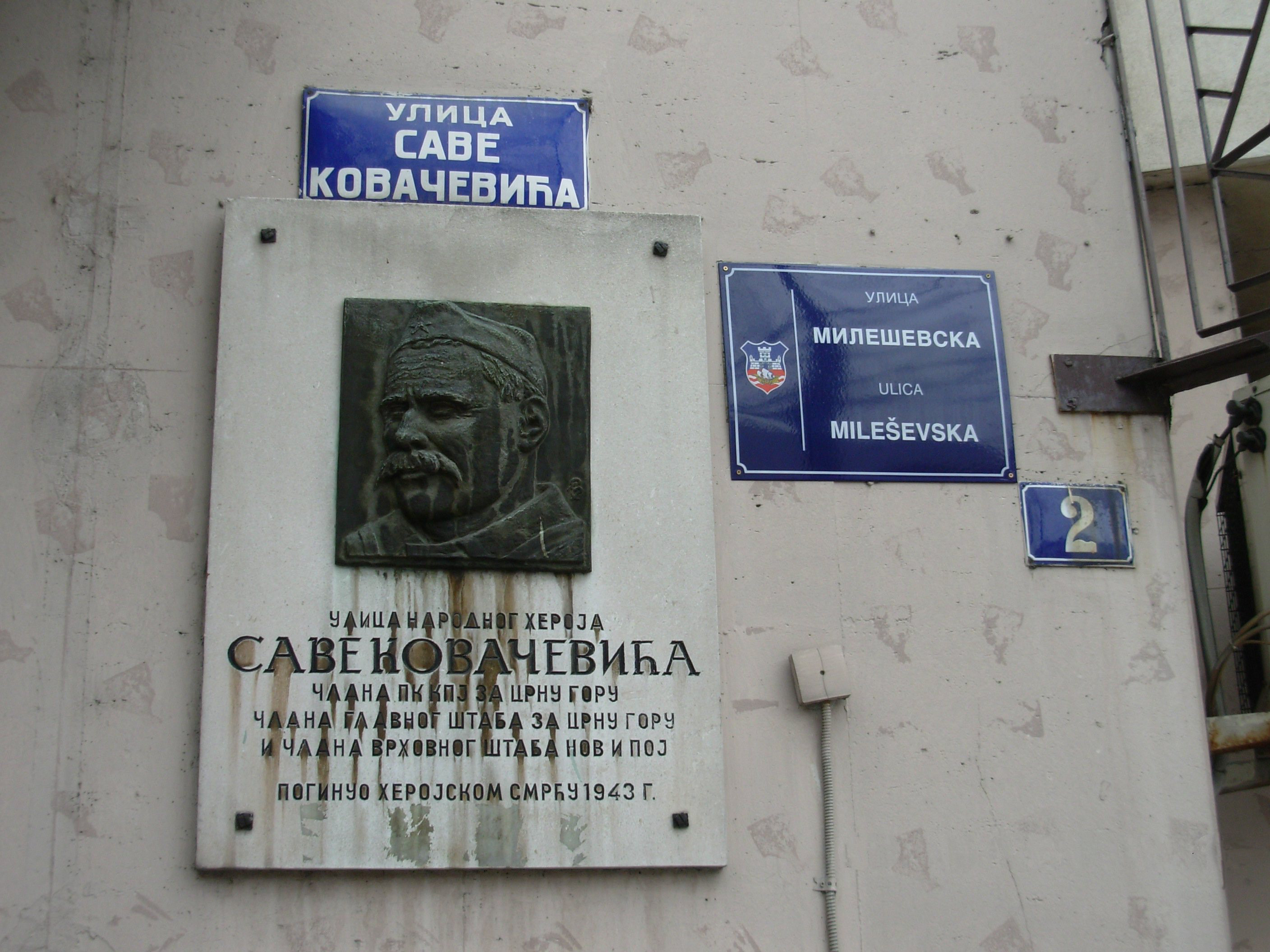
Placa conmemorativa en la vía de Mileševska de Belgrado. La calle recibió el nombre del aguerrido partisano durante el período socialista en Yugoslavia.

Kovačević nació en Nudo, cerca de Nikšić, en una familia de campesinos del Principado de Montenegro. En su juventud, trabajó como herrero y, influenciado por su hermano Nikola Kovačević se aproximó al comunismo, convirtiéndose en miembro del Partido Comunista de Yugoslavia en 1925. Poco a poco emergió de las filas del Partido y se convirtió en uno de los líderes comunistas en Montenegro. Fue arrestado a menudo por sus actividades políticas.
Después de la invasión de Yugoslavia por parte de las potencias del Eje, Kovacevic fue uno de los principales organizadores de la insurrección contra la ocupación italiana de Montenegro. Se convirtió en comandante del Destacamento Partisano de Nikšić, comandante adjunto de la Sede Principal de Montenegro y por último, miembro del mando supremo del Ejército Popular de Liberación y Destacamentos Partisanos de Yugoslavia (conocido como Partisanos).
En junio de 1942 fue nombrado primer comandante de la 5.ª Brigada de Montenegro del ejército partisano. Su unidad tomó parte en 1942 en la campaña de Bosanska Krajina -operación contra guarniciones del NDH que puso bajo control partisano una gran parte de Bosnia. En febrero y marzo de 1943, durante la Batalla del Neretva, (en clave operación Weiss) Kovačević lideró a su brigada en los ataques en Prozor contra los italianos, uniéndose a los defensores de Konjic contra la ofensiva del Eje. El 6 de junio, durante la Batalla del Sutjeska (en clave operación Schwarz) se convirtió en comandante de la 3.ª División de Asalto. Su división cubría la retaguardia de otras unidades -entre las que se encontraban los líderes del movimiento, incluido Tito- que, al mando de Koča Popović, consiguieron romper el cerco a que los alemanes les habían sometido. 
Pero la 3.ª División, junto con el hospital de campaña partisano que circulaban al final de la columna con más de 2 000 heridos, fueron cercados por los alemanes. Sava Kovačević murió el 13 de junio, cuando dirigía una ofensiva de su división contra trincheras fortificadas alemanas, intentando romper el cerco cerca de la aldea de Krekovi, junto al río Sutjeska. Toda su unidad, además de los heridos y el personal médico, fueron masacrados por los alemanes, cumpliendo órdenes directas del alto mando en Berlín.
Debido a su origen humilde y su hábito de ignorar los privilegios de la jerarquía, Kovačević fue uno de los comandantes partisanos más populares. Famoso por su valor personal, su muerte heroica lo convirtió en uno de los iconos de los partisanos, siendo proclamado a título póstumo Héroe del Pueblo de Yugoslavia en julio de 1943. Asimismo, son numerosos los monumentos erigidos en su honor en la antigua Yugoslavia, uno de ellos en el lugar en que cayó muerto, en las proximidades de Tjentište. En el lugar se encuentra una losa con la inscripción: «Aquí, al frente de su brigada, en su intento de romper el cerco enemigo del Sutjeska, el 13 de junio de 1943, al mando de la 3.ª División de Asalto, murió el héroe nacional Sava Kovačević».
En la película Sutjeska (en español: La quinta ofensiva) de 1973 su papel lo interpretó el conocido actor serbio Ljuba Tadić.